# Mats Gruvstad
Mats Erik Gruvstad, född 29 november 1926 i Kopparbergs församling, Kopparbergs län, död 18 augusti 1987 i Barkåkra församling, Malmöhus län, var en svensk psykiater.
Gruvstad var son till lantbruksingenjören Filip Olsson. Efter studentexamen i Uppsala 1945 blev Gruvstad medicine kandidat 1948, medicine licentiat 1954 samt medicine doktor och docent i psykiatri vid Uppsala universitet 1962. Han innehade kortare förordnanden vid olika lasarett 1949–55, var t.f. förste underläkare vid psykiatriska kliniken på Akademiska sjukhuset i Uppsala 1952, 1954 och 1956, vid neurologiska kliniken på Sahlgrenska sjukhuset och på Serafimerlasarettet 1957–58 och förste underläkare vid psykiatriska kliniken på Akademiska sjukhuset 1957–59. Han blev biträdande överläkare på forskningsavdelningen på Ulleråkers sjukhus 1960, överläkare vid psykiatriska kliniken på  Gävle lasarett 1967, på psykiatriska kliniken vid Regionssjukhuset i Örebro 1968 och på Helsingborgs lasarett 1976. Han blev marinläkare av första graden i Marinläkarkårens reserv 1961.